# IFA Arena
El IFA Arena es un pabellón multifuncional situado en la pedanía Ilicitana de Torrellano dentro del recinto ferial de IFA. Tiene capacidad para 15 000 espectadores lo que le convierte en el pabellón más grande de la Comunidad Valenciana y unos de los más grandes de España. Acoge eventos deportivos, espectáculos artísticos, musicales, etc.
El IFA Arena se presentó en la Feria internacional de Turismo (Fitur) celebrada en enero en Madrid como el nuevo icono turístico de la Comunidad Valenciana. El acto contó, entre otros, con el urbanista Alfonso Vegara Gómez , el arquitecto que ha diseñado el pabellón y todo el plan de ampliación del recinto ferial, José María Tomás Llavador. El pabellón fue acabado en el último tramo del año 2012, y empezó comercializar actividades de todo tipo a partir del año 2014.
- Datos: Q5784339